# Чужі тут не ходять
«Чужі тут не ходять» (рос. «Чужие здесь не ходят») — радянський пригодницький фільм 1985 року, режисерів Анатолія Вехотко і Романа Єршова, знятий за мотивами повісті Анатолія Ромова «Співучасник».

## Сюжет
Юний лейтенант міліції Косирєв отримує призначення в північний риболовецький колгосп. Напередодні його приїзду з сейфа управління викрадена велика сума грошей. Підозра падає на рецидивіста Чуму, який переховується в лісовому заказнику і взяв собі в спільники лісничого і конюха, яких згодом вбиває. У гонитві за злочинцями (на катері по річці і озеру) молодий лейтенант здобуває свою першу перемогу…

## У ролях
- Володимир Басов —  Косирєв, лейтенант міліції
- Лариса Гузєєва —  Наташа Уланова, сестра лісника
- Юрій Бєляєв —  Чумаков «Чума»
- Леонард Варфоломєєв —  Даєв Петро Лаврентійович, бакенник
- Сергій Козирєв —  Уланов Микола Андрійович, лісник
- Сергій Бехтерєв —  Колупаєв Вітя, конюх

## Знімальна група
- Автори сценарію: Павло Фінн, Володимир Валуцький за мотивами повісті Анатолія Ромова
- Режисери-постановники: Анатолій Вехотко, Роман Єршов
- Оператор-постановник — Олександр Чечулін
- Художник-постановник — Володимир Костін
- Композитор — Єфрем Подгайц